# 5016 Мігіренко
5016 Мігіренко (5016 Migirenko) — астероїд головного поясу, відкритий 2 квітня 1976 року.
Тіссеранів параметр щодо Юпітера — 3,581.